# Gynoplistia kraussiana
Gynoplistia kraussiana är en tvåvingeart som beskrevs av Alexander 1978. Gynoplistia kraussiana ingår i släktet Gynoplistia och familjen småharkrankar. Inga underarter finns listade i Catalogue of Life.